# Kassia
Kassia, também conhecida como Kassiane, Kassiani, Casia, ou Santa Casiana (Constantinopla, 810 - 867) foi uma poeta, compositora e escritora do Império Bizantino que dedicou a vida a oração e criação de músicas e poemas religiosos, além de ter escrito algumas obras consideradas profanas. Foi a primeira daquele tempo a ter suas músicas apreciadas posteriormente por investigadores modernos. Na Igreja Ortodoxa é considerada santa e tem o seu dia venerado em 7 de setembro.
O Nome dela é uma forma Feminina Grega do nome Latino Cassius. Ela é variavelmente escrita como "Κασσιανή", "Κασ(σ)ία (Kas[s]ia)", "Εικασία (Eikasia)", "Ικασία (Ikasia)", Kassiani, Cas[s]ia, Cassiane, Kassiana. Na Língua Inglesa Moderna a referencia como uma Compositora geralmente usando o nome de "Kassia", enquanto a referencia para sua vida religiosa tende a usar Kassia ou Kassiani.
Kassia nasceu entre 805 e 810 em Constantinopla, numa família muito rica e cresceu exceptionalmente bonita e inteligente. Três Crônicos Bizantinos, Pseudo-Simeão, o Logothete, George o Monge (também conhecido como George o Pecador) e Leo o Grammarian, dizem que ela era participante no "Show de Noivas" (o que significa que Príncipes/Emperadores Bizantinos as vezes escolhiam uma noiva, dando a ela uma Maçã dourada de sua Escolha), organizado pelo Jovem Bacharel Theophilos por sua Madrasta, a Imperatriz Dowager Euphrozyne. Apaixonado pela Beleza de Kassia, o jovem Imperador se aproximou dela e disse: "Através de uma mulher [surgiu] as [coisas] mais básicas", se referindo ao pecado e sofrimento que veio de um resultado do Pecado de Eva. Kassia abruptamente respondeu: "E por uma mulher [surgiram] as melhores [coisas]", referindo-se à esperança de salvação resultante da Encarnação de Cristo pela Virgem Maria. 
Insatisfeito com a resposta dela, Theophilos a rejeitou e escolheu Theodora como sua Esposa.
Por Voltar de 843, Kassia fundou um convento a oeste de Constantinopla, perto dos muros Constantinos, e virou sua primeira abadessa. Embora muitos estudiosos atribuam isso à amargura por não ter se casado com Teófilo e se tornado imperatriz, uma carta de Teodoro, o Estudita, indica que ela tinha outras motivações para querer uma vida monástica. Tinha uma estreita relação com o mosteiro vizinho de Stoudios, que viria a desempenhar um papel central na reedição dos livros litúrgicos bizantinos nos séculos IX e X, garantindo assim a sobrevivência da sua obra (Kurt Sherry, p. 56). No entanto, como a vida monástica era uma vocação comum em seus dias, o zelo religioso é um motivo tão provável quanto a depressão ou a aspiração pela fama artística.
O imperador Teófilo era um iconoclasta feroz, e quaisquer sentimentos residuais que ele pudesse ter por Cássia não a preservou da política imperial de perseguição por sua defesa da veneração dos ícones. Entre outras coisas, ela foi submetida a flagelação com um chicote. Apesar disso, ela permaneceu aberta em defesa da Fé Ortodoxa, em um ponto dizendo: "Eu odeio o silêncio quando é hora de falar".
Após a morte de Teófilo em 842, seu filho Miguel III tornou-se imperador romano oriental, com a imperatriz Teodora atuando como regente. Juntos, eles encerraram o segundo período iconoclasta (814-842); a paz foi restaurada ao império.
Kassia viajou para a Itália brevemente, mas acabou se estabelecendo na ilha grega de Kasos, onde morreu em algum momento entre 867 e 890. Na cidade de Panaghia, há uma igreja onde o túmulo / relicário de Kassia pode ser encontrado.
Aparentemente cresceu numa família de posses da corte imperial. Contrariando o comum teve acesso a cultura. Foi fundadora do convento de Xerolophos. A ela se atribuem cerca de 50 obras litúrgicas.